# Campeonato Africano de Atletismo de 2018 - Lançamento de disco masculino
A prova do lançamento de disco masculino do Campeonato Africano de Atletismo de 2018 foi disputada no dia 2 de agosto, no Estádio Stephen Keshi, em Asaba, na Nigéria. 

## Recordes
Antes desta competição, os recordes mundiais e do campeonato nesta prova eram os seguintes:
|                       | Nome          | Nacionalidade     | Distância | Local             | Data                |
| --------------------- | ------------- | ----------------- | --------- | ----------------- | ------------------- |
| Recorde mundial       | Jürgen Schult | Alemanha Oriental | 74m 08cm  | Neubrandenburg    | 6 de junho de 1986  |
| Recorde do campeonato | Frantz Kruger | África do Sul     | 63m 85cm  | Brazzaville       | 14 de julho de 2004 |
| Recorde africano      | Frantz Kruger | África do Sul     | 70m 32cm  | Salon-de-Provence | 26 de maio de 2002  |

## Medalhistas
| Ouro               | Prata               | Bronze                |
| Victor Hogan (RSA) | Werner Visser (RSA) | Elbachir Mbarki (MAR) |

## Cronograma
Todos os horários são locais (UTC+1). 
| Data        | Hora  | Evento |
| ----------- | ----- | ------ |
| 5 de agosto | 17:45 | Final  |

## Resultado final
| Posição           | Atleta             | Nacionalidade   | #1    | #2    | #3    | #4    | #5    | #6    | Resultado | Notas |
| ----------------- | ------------------ | --------------- | ----- | ----- | ----- | ----- | ----- | ----- | --------- | ----- |
| Medalha de ouro   | Victor Hogan       | África do Sul   | 58.24 | 59.18 | 59.17 | 60.06 | 59.37 | x     | 60.06     |       |
| Medalha de prata  | Werner Visser      | África do Sul   | 50.99 | 56.95 | 55.52 | 58.22 | 53.68 | x     | 58.22     |       |
| Medalha de bronze | Elbachir Mbarki    | Marrocos        | 50.96 | 54.97 | x     | 53.64 | 54.42 | x     | 54.97     |       |
| 4                 | Christopher Sophie | Ilhas Maurícias | 51.18 | 52.29 | 52.31 | 49.71 | x     | x     | 52.31     |       |
| 5                 | Jason van Rooyen   | África do Sul   | 47.96 | x     | 51.52 | 50.41 | x     | 51.82 | 51.82     |       |
| 6                 | Yao Adantor        | Togo            | 44.69 | 46.08 | 46.46 | 45.87 | 47.20 | x     | 47.20     |       |
| 7                 | Aly Abdelmagied    | Egito           | x     | 44.40 | 45.11 | 43.97 | 46.13 | 44.42 | 46.13     |       |
| 8                 | Lema Ketema        | Etiópia         | x     | 42.19 | x     | 40.60 | x     | x     | 42.19     |       |
| 9                 | Nwoye Ifeanyi      | Nigéria         |       |       |       |       |       |       | DNS       |       |
| 9                 | Shehab Ahmed       | Egito           |       |       |       |       |       |       | DNS       |       |

Legenda
| Recorde mundial       | Recorde mundial (World record)               |                       | Recorde africano                      | Recorde africano (African) |                                           | Q | Classificado por posição (Qualified) |
| Recorde do campeonato | Recorde do campeonato (Championship record)  | Recorde da América    | Recorde da América (Americas)         | q                          | Classificado por melhor tempo (Qualified) |   |                                      |
| Melhor marca do ano   | Melhor marca do ano (World leading)          | Recorde asiático      | Recorde asiático (Asian)              | DNS                        | Não largou (Did not start)                |   |                                      |
| Recorde nacional      | Recorde nacional (National record)           | Recorde europeu       | Recorde europeu (European)            | DNF                        | Não terminou (Did not finish)             |   |                                      |
| Recorde pessoal       | Recorde pessoal do atleta (Personal best)    | Recorde da Oceania    | Recorde da Oceania (Oceania)          | DSQ / DQ                   | Desclassificado (Disqualified)            |   |                                      |
| Recorde da temporada  | Recorde da temporada do atleta (Season best) | Recorde sul-americano | Recorde sul-americano (South America) | NM                         | Sem marca (No mark)                       |   |                                      |